# Сіхув
Сіхув (пол. Sichów, нім. Seichau) — село в Польщі, у гміні Менцинка Яворського повіту Нижньосілезького воєводства.
Населення — 353 особи (2011).
У 1975-1998 роках село належало до Легницького воєводства.

## Демографія
Демографічна структура станом на 31 березня 2011 року:
|          | Загалом | Допрацездатний вік | Працездатний вік | Постпрацездатний вік |
| -------- | ------- | ------------------ | ---------------- | -------------------- |
| Чоловіки | 175     | 31                 | 120              | 24                   |
| Жінки    | 178     | 33                 | 100              | 45                   |
| Разом    | 353     | 64                 | 220              | 69                   |